# Маман, Ханан
Ханан Маман (ивр. חנן ממן‎; 28 августа 1989, Хайфа, Израиль) — израильский футболист, полузащитник клуба «Хапоэль» (Хайфа).

## Биография

### Клубная карьера
Воспитанник клуба «Хапоэль» (Хайфа), за основной которого выступал с 2009 года. Летом 2012 года перешёл в «Хапоэль» (Тель-Авив), в составе которого прошёл отборочный раунд Лиги Европы и принял участие во всех матчах группового этапа. Летом 2013 года подписал контракт с клубом чемпионата Бельгии «Васланд-Беверен». За сезон в Бельгии провёл 12 матчей, после чего перешёл в клуб «Бейтар» (Иерусалим). Летом 2015 года вернулся в «Хапоэль» (Хайфа). 23 января 2018 года подписал контракт с действующим чемпионом Израиля «Хапоэль» (Беэр-Шева).

### Карьера в сборной
Провёл 1 матч за сборную Израиля в 2018 году.

## Личная жизнь
Является младшим из четырёх детей в семье. Отец Барух Маман (род. 1955) — также бывший футболист. Сыграл больше 300 матчей за «Маккаби» (Хайфа).